# Abdulkadir Beyazit
Abdulkadir Beyazit (* 4. November 1996 in Berlin) ist ein deutscher Fußballspieler.

## Karriere
Nach seinen Anfängen in der Jugend der Berliner Vereine Türkiyemspor Berlin, Hertha Zehlendorf, Tennis Borussia Berlin und 1. FC Union Berlin wechselte Beyazit im Sommer 2014 in die Jugendabteilung des FC Viktoria 1889 Berlin. Nachdem er dort zu ersten Einsätzen in der Regionalliga Nordost gekommen war, wechselte er im Sommer 2016 ligaintern zum SV Babelsberg 03. Im Sommer 2018 erfolgte sein Wechsel zu Energie Cottbus. Dort kam er auch zu seinem ersten Einsatz im Profibereich in der 3. Liga, als er am 21. September 2018, dem 8. Spieltag, bei der 0:3-Auswärtsniederlage gegen Preußen Münster in der 72. Spielminute für Fabian Graudenz eingewechselt wurde. Am Ende der Saison 2018/19 stieg er mit dem FC Energie in die Regionalliga ab. 2019 gewann er mit den Lausitzern den Brandenburgischen Landespokal und stand anschließend auch im DFB-Pokalspiel gegen Bayern München (1:3) auf dem Feld. Nach der Saison 2019/20 wechselte er liga-intern zum Berliner AK 07. Auf Grund der Corona-Pandemie musste die Saison 2020/21 abgebrochen werden und Beyazit verließ Deutschland vorerst.
In der Saison 2021/22 lief Beyazit für 1461 Trabzon FK in der drittklassigen TFF 2. Lig auf und 2022/23 für Somaspor ebenfalls in der 3. türkischen Liga.
Im Sommer 2022 kehrte Beyazit nach Deutschland zurück und schloss sich dem Oberligisten CFC Hertha 06 an und wechselte 2023 zum Ligakonkurrenten FSV Optik Rathenow. Im Laufe der Spielzeit 2023/24 wechselte er erneut innerhalb der Oberliga Nordost und stieg zum Saisonende mit Hertha Zehlendorf in die Regionalliga auf. Im Januar 2025 schloss er sich für die Rückrunde 2024/25 der VSG Altglienicke an.
In der Saison 2025/26 läuft er für den Berliner AK in der Oberliga auf.

## Erfolge
- Meister Oberliga Nordost-Nord: 2024 mit FC Hertha 03 Zehlendorf
- Brandenburgischer Landespokalsieger: 2019 mit FC Energie Cottbus